# 张仲礼
张仲礼（1920年4月10日—2015年9月19日），男，汉族，江苏无锡人，中国经济学家、经济史学家，曾任上海社会科学院院长，中国经济史学会副会长，第六、七、八、九届全国人大代表。